# Браун Тауншип (округ Міффлін, Пенсільванія)
Браун Тауншип (англ. Brown Township) — селище (англ. township) в США, в окрузі Міффлін штату Пенсільванія. Населення — 4112 особи (2020).

## Демографія
Згідно з переписом 2010 року, у селищі мешкали 4053 особи в 1574 домогосподарствах у складі 1116 родин. Було 1721 помешкання
Расовий склад населення:
| - 98,7 % — білих - 0,5 % — азіатів - 0,2 % — чорних або афроамериканців - 0,1 % — корінних американців |

До двох чи більше рас належало 0,4 %. Частка іспаномовних становила 0,4 % від усіх жителів.
За віковим діапазоном населення розподілялося таким чином: 24,0 % — особи молодші 18 років, 58,5 % — особи у віці 18—64 років, 17,5 % — особи у віці 65 років та старші. Медіана віку мешканця становила 42,1 року. На 100 осіб жіночої статі у селищі припадало 97,0 чоловіків;  на 100 жінок у віці від 18 років та старших — 91,6 чоловіків також старших 18 років.
Середній дохід на одне домашнє господарство  становив 63 296 доларів США (медіана — 43 482), а середній дохід на одну сім'ю — 75 005 доларів (медіана — 55 917). Медіана доходів становила 40 969 доларів для чоловіків та 41 023 долари для жінок. За межею бідності перебувало 21,9 % осіб, у тому числі 47,3 % дітей у віці до 18 років та 10,4 % осіб у віці 65 років та старших.
Цивільне працевлаштоване населення становило 1688 осіб. Основні галузі зайнятості: освіта, охорона здоров'я та соціальна допомога — 27,8 %, виробництво — 25,2 %, будівництво — 11,1 %, роздрібна торгівля — 7,5 %.